# Strengelvågfjorden
Strengelvågfjorden er en fjordarm af Gavlfjorden på nordøstsiden af Langøya i Øksnes kommune i Nordland fylke  i Norge. Den har indløb mellem Borgarneset i nord og mod syd ved Klubben ved Strengelvåg, som  fjorden er navngivet efter. Fjorden går fire kilometer mod sydvest til bunden af fjorden.
Fylkesvej 935 (Nordland) krydser fjorden på en omkring 900 meter lang dæmning. Moseområdet Stormyra ligger på sydsiden af den ydre del af fjorden. Der ligger flere bebyggelser langs fjorden, men ingen af disse har vejforbindelse.